# Charlotte Kerr
Charlotte Kerr, született Charlotte Klein (Frankfurt, 1927. május 29. – Bern, 2011. december 28.) német rendező, producer, színésznő, író és újságíró. 1984–1990 között Friedrich Dürrenmatt felesége.

## Pályafutása
Színpadon 1951-ben Schiller Don Carlosában mutatkozott be.
Az Őrjárat a kozmoszban – Az Orion űrhajó fantasztikus kalandjai című, első német sci-fi tv-filmsorozatban Lydia van Dyke tábornokot, a Hydra űrcirkáló parancsnokát alakította, Dietmar Schönherr, Eva Pflug, Ursula Lillig, Claus Holm, Wolfgang Völz és Friedrich G. Beckhaus mellett.
1971-ben tagja volt a berlini Nemzetközi Filmfesztivál zsűrijének.
1984-ben feleségül ment Friedrich Dürrenmatt (1921–1990) svájci drámaíróhoz, akinek végakaratát teljesítve 2000 szeptemberében létrehozta a neuchâteli Dürrenmatt-központot, főként az író festményeit és rajzait tartalmazó múzeumot.

## Filmográfia
- Malachiás csodája – Das Wunder des Malachias – Dr. Renate Kellinghus (1961)
- Az Orion űrhajó fantasztikus kalandjai – Raumpatrouille – Lydia Van Dyke (1966)
- A választ csak a szél ismeri – Die Antwort kennt nur der Wind – Hilde Hellmann (1974)
- Plutónium – Anna Ferroli (1977)
- A motel rejtélye – Fleisch –  Dr. Jackson (1979)
- Swann szerelme – Eine Liebe von Swann (1984)
- Az Orion űrhajó fantasztikus kalandjai – moziverzió (2003)

## További információ
- Charlotte Kerr az Internetes Szinkronadatbázisban (magyarul)
- Charlotte Kerr az Internet Movie Database-ben (angolul)
- Charlotte Kerr a Rotten Tomatoeson (angolul)
- Charlotte Kerr az AlloCiné weboldalán (franciául)
- Charlotte Kerr Profile. Famousfix.com. (Hozzáférés: 2023. január 18.)